# Karósi
A karósi (過労死; Hepburn: karōshi) japán kifejezés, munkával kapcsolatos hirtelen halált jelent. Főbb egészségügyi okai a szívroham, stressz okozta stroke és az éheztetéses diéta. A jelenség Dél-Koreában és Kínában is széleskörűen elterjedt. 

## Története
A karósi első esetét 1969-ben jelentették, amikor Japán legnagyobb nyomdájánál a szállítási részlegen egy 29 éves férfi stroke áldozata lett. A kifejezést 1978-ban alkották meg, hogy ezzel utalhassanak arra az egyre több emberre, akiket végzetes stroke és szívroham vitt el a túlmunka miatt. 1982-ben egy, a problémát tárgyaló könyv vezette be a fogalmat közhasználatra, de nem igen alkalmazták a buborékgazdaság ideje alatt, egészen az 1980-as évek végéig. Amikor azonban több magas beosztású, első éveit töltő gazdasági vezető halt meg hirtelen, betegségre utaló bármilyen jel nélkül, a kifejezés elfoglalta helyét a japán közéletben. Ebben az új jelenségben a munkaerő komoly fenyegetést látott, ezért 1987-ben, ahogy a társadalom körében egyre terjedt, a Japán Egészségügyi Minisztérium statisztikákat kezdett közzétenni a karósiról. 
Japán gazdasági előtérbe emelkedésére a második világháború utáni évtizedekben már úgy tekintettek, mint egy újabb „járvány” kiváltó okára. Rájöttek, hogy az alkalmazottak nem képesek napi 12 vagy több órát dolgozni heti 6-7 napon át minden évben anélkül, hogy ne szenvedjenek fizikailag és mentálisan is. Ráadásul gyakran nem fizették meg őket a túlóráért. 
A Nemzetközi Munkaerő Szervezet egy karósiról szóló cikkében a következő jellegzetes kiváltó okokat említette: 
- Mr. A egy nagy snack feldolgozó vállalatnál dolgozott 110 óra hosszan egy hét alatt, és szívrohamban halt meg 34 évesen. A Munkaügyi Minisztérium elismerte, hogy a munka okozta a halálát.
- Mr. B, egy buszsofőr volt, aki 3000 órát dolgozott egy évben. 37 éves korában hunyt el stroke következtében, a halálát megelőző 15 napban egyetlen szabadnapot sem vett ki.
- Mr. C egy jelentős nyomdánál dolgozott Tokióban 4320 órában egy év alatt, beleszámítva az éjjeli műszakot, és stroke vitte el 58 éves korában. Az özvegye még 14 évvel a férfi halála után is kapta a kártérítést.
- Ms. D, egy 22 éves nővér szívrohamban halt meg, az abban a hónapban már ötödik 34 órás folyamatos szolgálat miatt.[1]

Ahogyan a fizikai nyomás, úgy a munkahely okozta mentális stressz is okozhat karósit, az olyan személyeket pedig, akik az ilyen stressz miatt követnek el öngyilkosságot, karódzsiszacunak nevezik. A Nemzetközi Munkaügyi Szervezet felsorolja néhány következményét a túlmunkának vagy a munkával kapcsolatos stressznek, mint például:
- Az egész éjszakás, késő estig tartó vagy munkával töltött szabadnapok hosszú és mértéktelen órák. A buborékgazdaság összeomlása utáni hosszú távú gazdasági recesszió alatt, az 1980-as és 1990-es években, sok vállalat épített le alkalmazottakat. Azonban, mivel az elvégzendő munka mennyisége nem csökkent, a megmaradtak keményebb munkára kényszerültek.
- A stressz felgyülemlését okozhatja az abból fakadó frusztráció, hogy az ember nem képes elérni a vállalat által kitűzött célokat. Még a gazdasági recesszió alatt is, a cégek hajlamosak voltak eltúlzott elvárásokat támasztani az alkalmazottaik felé, és megkövetelték tőlük a jobb teljesítményt. Ez pedig növelte a rájuk nehezedő pszichológiai terhet.
- Kényszerített felmondás, elbocsátás és megfélemlítés. Például az olyan alkalmazottak, akik már sok éve dolgoztak hűségesen a cégnek, hirtelen azt a kérést kapják, hogy mondjanak fel, mert szükség van a leépítésre.
- A középvezetői réteg szenvedése. Gyakran kerülnek abba a helyzetbe, hogy el kell bocsátaniuk munkásokat, és vívódnak az alkalmazottaik védelme és a vállalat szerkezetének átalakítási irányelvei között.

## Hatása a társadalomra
Az öngyilkosságot kiválthatja a túlmunka miatti stressz, vagy ha az üzletembert épp kirúgják a munkahelyéről. Az elhunyt rokonai kártérítést igényelnek, amikor ilyen történik, ezért az életbiztosítási vállalatok elkezdtek egyéves mentességi kikötéseket helyezni a szerződésekbe. Tették ezt azért, hogy az emberek várjanak egy évet, mielőtt öngyilkosságot követnek el, másképpen nem kapják meg a pénzt.
Létezik egy új mozgalom a japán dolgozók körében, ami a karósi megoldására jött létre. A fiatalok részmunkaidős állásokat választanak, ellentétben az idősekkel, akik túlóráznak is. Ez egy új formája az ifjúság pályaválasztásának, akik így kipróbálva a különféle munkákat, rátalálhatnak a nekik megfelelőre. Órabérért dolgoznak és „freeter” névre hallgatnak. A freeterek száma az évek során folyamatosan nőtt, az 1980-as évekbeli 200 000-ről az 1997-es 400 000-re.
A foglalkoztatás egy különleges fajtájának vannak alávetve, amit Kanai Acuko fogalmazott meg: részmunkaidőben vagy ideiglenesen dolgozó személyek, akik jelenleg alkalmazottak, de részmunkaidős alkalmazottként szeretnének dolgozni, vagy azok, akik jelenleg nem részei a munkaerőnek, háztartást sem vezetnek vagy járnak iskolába, de szeretnének részmunkaidős alkalmazottként dolgozni. A freeterek tehát nem járnak iskolába, 15 és 34 év közöttiek, és ha nők, akkor egyedülállók. Azonban a freeter mozgalomnak is megvannak a hátrányai. A legtöbben nem képesek sikeres karriert indítani, több okból sem. Mivel részmunkaidősök, az évi fizetésük nagyjából 1 millió jen, ami a jelenlegi árfolyamok szerint forintban 2,5 millió körüli értéknek felel meg. Ráadásul a gazdasági növekedés is lassú Japánban, ami bonyolulttá teszi a freetereknek, hogy hagyományos foglalkoztatásra váltsanak. Az is probléma, hogy alantas feladatokat kapnak, ami majdnem lehetetlenné teszi, hogy valódi tapasztalatot gyűjtsenek, ami szükséges lenne, ha teljes munkaidős foglalkoztatásba szeretnének lépni. Talán úgy tűnhet, hogy a freeter lét megoldást jelent azok számára, akik szenvednek a hosszú munkaóráktól és nincsenek messze a karósitól; azonban azok, akik nem a hagyományos foglalkoztatásban vannak, vagy freeterek, és csak részmunkaidős állást akarnak, azon kapják magukat, hogy 60 órát dolgoznak egy héten. Mivel a nem hagyományos foglalkoztatás órabére ilyen alacsony, több órát kell dolgozniuk. Most ők is a karósi kockázatával néznek szembe, éppen úgy, mint a hagyományos foglalkoztatásban dolgozók. 
A karósin kívül más nemkívánatos eredménye is van a hosszú munkaóráknak. Egy pszichológiai tulajdonság, a munkamánia is arra indítja az embert, hogy hosszú órákon át dolgozzon. Három meghatározó tényezője van: erős befolyásoltság a munka által, amibe belső kényszer hajtja bele az embert, és nem is élvezi. Azonban Kanai amellett érvelt, hogy a munkamánia nem egy pszichológiai tulajdonság, hanem sokkal inkább a munka túlterhelő igényeihez való alkalmazkodás. Azok a személyek, akik túlhajszolják magukat, nem azért tesznek így, mert munkamániások, hanem mert a munkaterhelésre való igényük olyan pszichológiai és viselkedési jellemzőket vált ki belőlük, amelyek hasonlóak a munkamániához. A vezetőség pedig előléptetésekkel jutalmazza a keményen dolgozókat. Morioka azt javasolta, hogy a munkamánia káros hatásainak megszüntetése érdekében a munkahelynek felelősséget kell vállalnia a munkaterhelés kezelésében. 
A túlmunka persze negatív hatással van a családra is. Azok a férfiak, akiket túlságosan lefoglal a munkájuk, egyre kevesebbet törődnek a családjukkal. Ennek eredménye pedig a családi depresszió. Ahogy a munkájukra koncentrálnak, negatív érzéseket kezdenek táplálni a családjuk iránt. Emiatt kevesebb szerepet vállalnak otthon, és tovább hajszolják magukat. Úgy látják a családjukat, mint hátráltató tényezőt a munkájukkal szemben, ez pedig neheztelést vált ki belőlük. Ennek eredményeképpen elkezdik kerülni az együtt töltött időt, habár a családjuk volt az, aki a kezdetekben motiválta őket. Kanai eredményei azt mutatják, hogy a túlmunka káros a családi életre, nem csak azért, mert kevesebb időt töltenek együtt, hanem mert ellenségeskedés alakul ki közöttük. 
Azonban azt is mondhatjuk, hogy az illető azért vállalta a munkákat, hogy gondoskodhasson a családjáról, de ez a kimerültségük és pénzközpontúságuk miatt egyre kevésbé hatásos erőforrás. Valószínű, hogy csak a pénz miatt választották ezt az életstílust, mert a munkák jól fizetnek; ha hosszú órákon át dolgoznak, nagy összeget kereshetnek, és elküldhetik azt a családjuknak, ezzel biztosítva őket, hiszen a hagyományos japán családoknál az apa a fő pénzkereső. Egy interjúban egy férfi azt mondta: „A legjobb abban, hogy férfinak születtem, hogy van egy családom, és képes vagyok támogatni őket.” Ezzel szemben a legrosszabb benne az, hogy „nem léphetek ki a munkából, éppen emiatt a felelősség miatt.” A felelősség, amivel a férfiak tartoznak a családjaik felé, kölcsönös viszonyban van a férfiasságukkal. Így ha kirúgják őket, azt gondolhatják, hogy „a saját képességeik nagyon gyengék, és depresszióba eshetnek.” Ezt a nyomást a társadalom helyezi rájuk, mert elvárt, hogy a férfi dolgozzon és biztosítsa a családját. 
Japánban az öngyilkossági segélyvonal gyakran annyira elfoglalt, hogy a hívóknak 30-40-szer is tárcsázniuk kell, mire választ kapnak, és minden évben durván 30 000 ember követ el öngyilkosságot. Hogy ez a szám miért ilyen magas, annak lehetséges oka az a fajta „bajtársiasság” aminek szerepe van az öngyilkosság elkövetésében. Ugyanis vannak emberek, akik időt szánnak más öngyilkos gondolatokkal rendelkező egyének keresésre, akikkel eltervezhetik a közös halált.

## Hatása az üzletemberekre
A japán üzletemberek gyakori áldozatai a karósinak a megerőltető munkaórák miatt, kiegészítésképpen a munka utáni kötelező közös ivás és szocializáció mellé, amit szintén a munkájuk követel meg tőlük. Gyakran hívják őket nomikaiokra, azaz ivó partikra, ahol jobb kapcsolatokat építhetnek ki a kollégáikkal. A Gaijinpot egyik cikke szerint: „Japánban gyakori mondás, hogy ha feljebb akarsz jutni a ranglétrán, igyál. Nagyon sok régebbi generáció így épített ki kapcsolatokat, és ezt tekintették az üzletelés útjának.” Eszerint a sikeres karrier kulcsa az, hogy részt veszel ezeken a közös rendezvényeken a kollégáiddal. De mivel nem mindenki képes tartani a lépést ezzel, és elmerülni az üzletemberi életben, a stressz okozta halál nagyon gyakori lett. Mivel az üzletemberek munkája ilyen magas stresszel jár, a szív- és érrendszeri megbetegedések vagy mentális zavarok a két legkomolyabb tényezővé váltak.
Abból kifolyólag, hogy a japán üzletemberek ilyen mértékű nyomás alatt vannak, a karósi öngyilkosságok száma megnövekedett, különösen a gazdasági válság alatt. Még azok is, akik megtarthatták az állásukat, azután, hogy a cég annyi embert elbocsátott, óriási különbséget tapasztaltak az elvégzendő feladat mennyiségében. „2000-ben a rendes japán alkalmazottak 28%-a 50, vagy több órát dolgozott egy héten, az Újzélandi, USA-beli, Ausztráliai és Egyesült Királyságbeli 16 és 21%-kkal ellentétben, illetve a 6%-kkal egyéb 13 iparosodott országban."
A japán üzletemberek tehát túlhajszoltak, de az orvosok különösen nagy nyomást éreznek a túlmunka miatt, hiszen morális kötelességüknek érzik, hogy nem állhatnak le. Ők egy héten átlagosan 65 órát vagy többet dolgoznak, és kezdik elérni azt a határt, amit még képesek szolgálatban teljesíteni a saját egészségük kockáztatása nélkül. A kormány régebben korlátozta azoknak a számát, akik egészségügyi oktatásba kerülhetnek, de mostanra bővítették a létszámot. Az orvostanhallgatók képzése hosszú évekbe telik, így különösen fontos, hogy alternatív intézkedések lépjenek életbe, mielőtt a karósi az orvosok körében is elkezdené szedni az áldozatait. 

## A vállalatok válasza
Számos cég tesz erőfeszítéseket azért, hogy jobb egyensúlyt tudjanak teremteni az élet és a munka között az alkalmazottaik számára. A Toyota például általánosan leszűkíti a túlórát 360 órára egy évben (ami átlagosan 30 órát jelent havonta), és néhány irodában 19 óra után a hangosbemondón keresztül sürgetik az embereket a hazatérésre, kiemelve a pihenés fontosságát. A Nissan távmunkát ajánl az irodai alkalmazottaknak, ezzel megkönnyítve a gyerekeikről és idős szüleikről való gondoskodásukat. Több tucat jelentős vállalat pedig kijelentette, hogy nincs túlórás munkanap, és elvárják az embereiktől, hogy fél 6-kor hagyják el az irodát. Azonban amiatt, hogy túl magas munkaterhelés, néhány alkalmazott hasznot húzhat ebből, és dönthet úgy, hogy az irodában marad leoltott fények mellett, vagy egyszerűen hazaviheti a munkáját, ami „álcázott túlóra”, ezt pedig Japánban furosikinek nevezik.
2007-ben a Mitsubishi UFJ Trust & Banking, egy osztálya Japán legnagyobb banki csoportjának, engedélyezte az alkalmazottaknak, hogy délután 3 óra után hazamenjenek, és foglalkozzanak a gyerekeikkel és idős rokonaikkal. De 2009. január 5-én a cég 7000 dolgozójából csupán 34-en tették le a voksukat erre a tervre. 
A fizetés nélküli túlórával az a probléma, hogy sok esetben nem is dokumentálják. A túlórák mennyiségét a munkaügyi előírások szabályozzák, így annak érdekében, hogy ezeknek ne mondjanak ellent, utasítják a dolgozókat, hogy ne jegyezzék le ezeket az órákat, hiszen az illegális lenne a vállalat részéről. Maguk az alkalmazottak gyakran azzal magyarázzák ezt, hogy a saját képességeik gyengék, ezért nem képesek időben befejezni a feladatot. Általánosságban a túlórázás elfogadott része a munkának, és ritka, hogy valaki tiltakozzon ellene, főleg a kollégák, felettesek, még a család és barátok reakciójától is tartva. A mások véleményétől való függés erős kulturális tényezője ennek. Biztosan állatható, hogy a legtöbb túlóráról kiállított statisztika a japán vállalatoknál nem pontos, hiszen több okból sem jegyzik.  Nem ritka, hogy a japán alkalmazottak éjjel 2-3-ig dolgozzanak, és aztán elvárják tőlük, hogy reggel 9-re újra bent legyenek. Néhány esetben (különösen a nagy cégek leányvállalatainál, amik kénytelenek megbirkózni az anyavállalatok nyomásával, amelyek pedig kizsákmányolják őket), az alkalmazottak jelentették, hogy egyetlen hónap alatt 300 órában teljesítettek túlmunkát. Ezek a statisztikák a legtöbb esetben nem hivatalosak, és a legtöbb munkás tartózkodik az ilyen kijelentésektől, vagy névtelenül nyilatkozna.  

## Kínában
Itt a hasonló „túlmunka általi halál” fogalmát kuo-lao-szenek (guolaosi 過労死) nevezik, amit 2014-ben jelentettek, mint problémát. Az olyan kelet-ázsiai országokban, mint Kína, sok üzletember dolgozik hosszú órákon át, aztán pedig késztetést érez arra, hogy tovább tágítsa és kedvében járjon az ismeretségi körének. Az ilyen kapcsolatok létrehozását guanxinak nevezik. A kapcsolatok jelentős részét képezik a kínai üzleti világnak, és az ország különböző részeiben az üzletemberek teaházakban találkoznak, hogy a munkát kivigyék a négy fal közül. Ezeknek az embereknek fontos volt, hogy bővítsék ezeket a kapcsolatokat, különösen a magas beosztású hivatalnokokkal és a főnökökkel. Erős a nyomás arra, hogy elmenjenek ezekbe a klubokba, szinte minden este, hogy kemények igyanak, és ezzel előremozduljanak a ranglétrán. Kimutatták, hogy az ilyesfajta munka egy idő után egészségügyi problémákhoz vezethet. Például egy üzletember, Mr. Pan, John Osburggal, egy antropológussal beszélt az egészségéről és arról, hogy szüksége van a munka folytatására. Mr. Pan, „Csengtu legnagyobb főnöke”, kórházban volt túlzott alkoholfogyasztás miatt. Történt már vele ilyen ezelőtt, de ő azt mondta: „Nem állhatok meg, vagy lassulhatok le. Sok ember megélhetése múlik rajtam. Nagyjából 50 alkalmazottam van és az ő megélhetésük rajtam múlik. Muszáj folytatnom.”

## Médiafigyelem
2006. november 6-án a francia-német Arte TV csatorna dokumentumfilmet vetített le „Idősnek lenni Japánban” címmel, amely az idős dolgozókkal foglalkozott. 2008-ban a karósi újra címlapra került: a Toyotánál egy kulcsfontosságú mérnök halt meg még 2006-ban, havi 80 óra túlmunka miatt. A családjának juttatásokat ítéltek meg, miután felülvizsgálták az esetet.
A tajvani média is jelentett egy karósi esetet. Egy mérnök 3 évig, 2006-tól 2009-ig, a Nanya Technologynak dolgozott. Kiderült, hogy a számítógépe előtt halt meg, ami körbe volt véve céges papírokkal. A nyomozás során kiderült, hogy kardiogén sokkot kapott, a szülei pedig elmondták, hogy általában 16-19 órát dolgozott egy nap. A CNN pedig egy másik esetet is bemutat, szintén Tajvanból. Ez a rövid videoclip „A túlmunka veszélyei” címet viseli, és egy olyan férfit mutat be, aki stroke-ot kapott, és három óra várakozás után vitték csak kórházba. Az orvosok elkezdték figyelmeztetni az embereket a túlmunka veszélyeire, és többen kezdtek orvoshoz járni, mert felismerték magukon a jeleket és a tüneteket. 
2016-ban jött ki „A sötét erdő” című film, az öngyilkossággal a középpontban. Aokigahara egy a Fudzsi-hegy közelében elterülő erdő, ahová sokan vonultak ki meghalni, ezért is lett a film központi helyszíne. Az előzetes bemutatja az erdőt és az ott zajló titokzatos eseményeket. Míg maga a filmben bemutatott történet csupán fiktív, az a koncepció, hogy Aokigahara az „öngyilkosok erdeje”, érintetlen marad. 
A „Saving 10 000” egy dokumentumfilm a japán öngyilkosságokról, sok problémát megvilágít Japánnal és az öngyilkos mentalitással kapcsolatban – megemlítve, hogy „a halál mindig bestseller marad, és itt turista látványosság lett belőle (Tódzsinbó).” Ennek oka az, hogy egy helyi író (Takami Dzsun) egy szikláról levetve magát öngyilkosságot követett el. Legyen az inspiráció, vagy hódolat, azok a helyek, ahol írók végeznek magukkal, odavonzanak másokat, akik követik a példájukat. Ezzel kapcsolatban a japán TV-ben és a drámákban nagyon népszerű elem a karakter, aki öngyilkosságot követ el.    